# Paratriaenops auritus
Paratriaenops auritus е вид бозайник от семейство Hipposideridae. Видът е световно застрашен, със статут Уязвим.